# رونالد مالوري
رونالد مالوري (بالإنجليزية: Ronald Mallory)‏ هو فنان أمريكي، ولد في 1939.